# 이용준 (1911년)
이용준(李容俊, 1911년 ~ 1965년)은 대한민국의 성악가이다. 평안남도 안주에서 태어났다. 평양숭실전문학교, 일본 도요 음악학교를 거쳐 미국 웨스트 민스터 콰이어 스쿨을 졸업하였다. 이후 캘리포니아 대학교 교수를 역임한 뒤 파리 몽파르나스에서 사망하였다.